# Switch-sætning
I programmering er en switch-sætning en slags kontrolsætning, der findes i de fleste moderne imperative programmeringssprog (f.eks. Pascal, C og Java). Dets formål er at tillade værdien af en variabel eller et udtryk at styre flowet af programmets udførelse. I nogle programmeringssprog bliver en sætning med anderledes syntaks, men samme koncept som switch-sætningen, kaldt en case-sætning eller en select-sætning.
| Software | Spire Denne artikel om software og programmering er en spire som bør udbygges. Du er velkommen til at hjælpe Wikipedia ved at udvide den. |